# Gota (arquitectura)

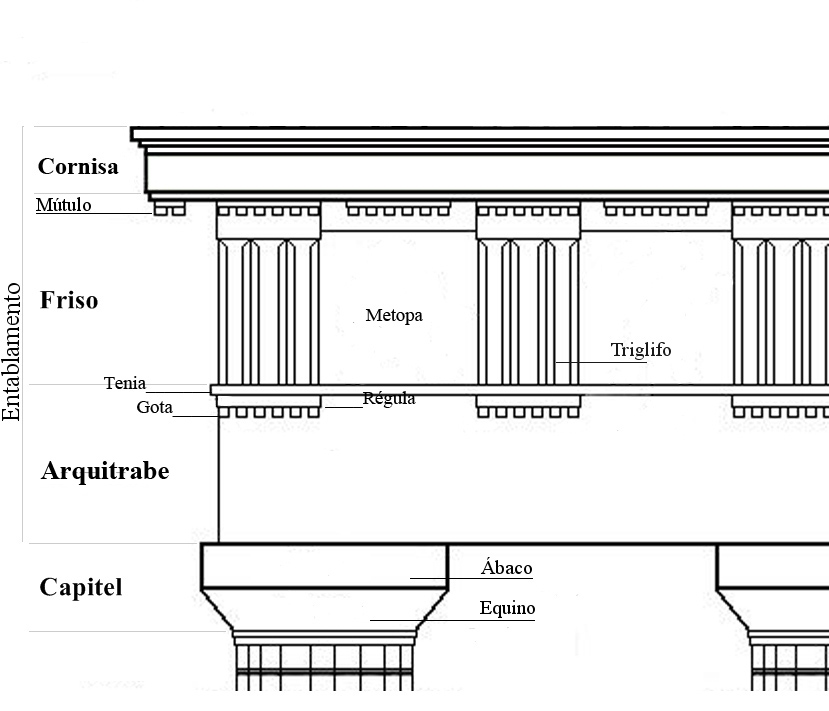
Elementos arquitectónicos del orden dórico.

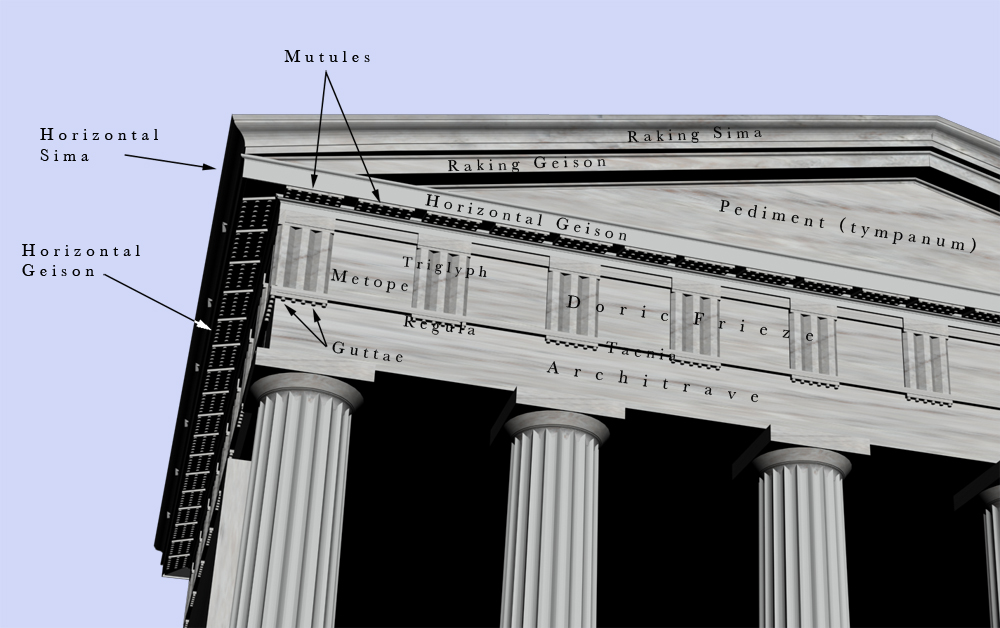
Entablamento en el orden dórico.

Una gota (del latín gutta, gotas) designa, en la arquitectura dórica de la Antigua Grecia, a una pequeña pieza troncocónica que repele el agua. Situadas en grupos de seis en la parte superior del arquitrabe, debajo de la tenia y la régula. Cada régula está alineada bajo cada triglifo del friso dórico. 
Además, la parte inferior del geison, por encima del friso, tiene salientes rectangulares llamados mútulos. Cada uno tiene tres filas de seis gotas y se alinean encima de cada triglifo y cada metopa. 
Es probable que las gotas representaran las estacas utilizadas en la construcción de las estructuras de madera que precedieron a la arquitectura griega en piedra. El agua gotea por los bordes, fuera del perímetro del edificio.